# Friedrich II. von Brehna und Wettin
Friedrich II. von Brehna und Wettin († 16. Oktober 1221 in Akkon) war Graf von Brehna und Wettin.

## Biographie
Graf Friedrich II. von Brehna und Wettin war der Sohn von Friedrich I. von Brehna und Hedwig von Böhmen-Jamnitz. Gemeinsam mit seinem Bruder Otto I. von Brehna regierte er die Grafschaft Brehna von 1203 bis 1221. Ihrer Mutter stifteten sie gemeinsam Brehna als Witwensitz. Ebenfalls stifteten sie 1201 das Augustinerinnenkloster in Brehna, dessen Bau am 14. August 1201 begonnen wurde. Als sein Bruder Otto I. 1203 starb, übernahm Friedrich II. die Führung der Grafschaft Brehna.
Der durch den plötzlichen Tod Heinrichs VI. ausgelöste staufisch-welfische Thronstreit führte die Grafen Otto I. und Friedrich II. von Brehna auf die Seite König Philipps von Schwaben. 1203 kam es zu Auseinandersetzungen zwischen den streitenden Parteien, die auch das Brehnaer Gebiet betrafen. Der böhmische König Ottokar I. Přemysl und der Landgraf Hermann I. von Thüringen, die auf die welfische Seite übergewechselt waren, bedrängten mit ihren Truppen 1203 die Städte Halle und Magdeburg und verwüsteten Brehna und Wettin. Otto I. konnte mit seinem Vetter, Graf Ulrich I. von Wettin, in den Kämpfen bei Landsberg und Zörbig die Gegner schlagen. Otto I. und Friedrich II. waren in Halle anwesend, als König Philipp von Schwaben am 22. Januar 1202 dem Kloster Petersberg einen Schutzbrief ausstellte. Am 23. Dezember 1203 starb Otto I. Er wurde im Kloster Brehna beigesetzt. Die Grafschaft Brehna verwaltete nun Friedrich II. allein.
Mehrfach weilte Friedrich II. am Königshof, so z. B. 1204, als König Philipp dem Magdeburger Erzbischof Ludolf von Kroppenstedt das Recht verbriefte, „die bei der Neuwahl von dem Reiche unterworfenen Bischöfen an das Reich zu zahlenden Abgaben einzuziehen und damit die etwa vorhandenen Schulden ihrer Vorgänger zu tilgen“, und am 20. Mai weilte er in Eger, als König Philipp für den Deutschritterorden eine Urkunde ausstellte. Er war anwesend, als Markgraf Dietrich I. von Meißen 1212 das Kloster Eisenberg und 1213 das Thomaskloster in Leipzig gründete. Gemeinsam schlichtete er am 20. Juli 1216 mit dem Magdeburger Erzbischof Albrecht I. von Käfernburg und dem Merseburger Bischof Eckehard einen Streit, der zwischen dem Markgrafen Dietrich dem Bedrängten und der Stadt Leipzig ausgebrochen war.
Seit 1206 war Friedrich II. Vormund des minderjährigen Grafen Heinrich III. von Wettin. Mit dessen Tod im Alter von 12 Jahren erlosch die Linie der Grafen von Wettin, wodurch die Grafschaft an das Haus Brehna fiel.
Am 6. Oktober 1220 starb seine Frau Judith, mit der er vier Kinder hatte. 1221 schloss er sich dem Fünften Kreuzzug an, suchte unterwegs Kaiser Friedrich II. an dessen Hof in Tarent auf und trat im Heiligen Land dem Tempelritterorden bei. Er starb am 16. Oktober 1221 in Akkon an einer Krankheit.

## Ehe und Nachkommen
Aus der Ehe mit Judith († 6. Oktober 1220), Tochter von Friedrich von Ziegenhain hatte er folgende Kinder:
1. Graf Otto II. von Brehna und Wettin († 1234)
2. Graf Dietrich I. von Brehna und Wettin († 1267)
3. Lukardis, Nonne im Kloster Brehna
4. Sohn unbekannt